# Cochlostomatinae
Sous-famille
Synonymes
Cochlostomatidae
Les Cochlostomatinae sont une sous-famille de mollusques gastéropodes terrestres, de la famille des Diplommatinidae.

## Historique et dénomination
La sous-famille des Cochlostomatinae été décrite par le malacologiste allemand, Wilhelm Kobelt en 1902.

## Taxinomie
Liste des genres
- Cochlostoma Jan 1830
- Toffolettia Giusti, 1971